# Johan Devoghel
Johan Devoghel (27 september 1981) is een Belgisch voormalig volleyballer en volleybalcoach. 

## Levensloop
Devoghel groeide op in Oudenaken en begon met volleybal bij VC Lennik.  Hij beëindigde zijn spelerscarrière op zijn 24. Hij was toen hoofdaanvaller van VC Kuros Zulte, dat toen uitkwam in Eerste nationale.
Hierop aansluitend (2005) ging hij aan de slag ging als assistent coach van Volley Asse-Lennik. In 2011 maakte hij vervolgens de overstap naar Prefaxis Menen en in 2013 werd hij werkzaam bij Liga A-club Lindemans Aalst. In deze hoedanigheid volgde hij Marko Klok op. In februari 2015 behaalde hij met zijn team de Beker van België. Naast zijn functie bij VC Asse-Lennik was hij ook als coach actief bij VC Zuun. Met deze club dwong hij in seizoen 2014-'15 de promotie af naar 1e divisie. Het daaropvolgende seizoen werd hij bij VC Zuun opgevolgd door Alain Dardenne. In 2022 stopte hij als coach van Lindemans Aalst, wel bleef hij actief binnen deze club. Hij werd in deze hoedanigheid opgevolgd door de Portugees Idner Martins.
Voor het seizoen 2014-2015 werd hij op de Volleyproms verkozen tot coach van het jaar.

## Loopbaan
- ?–2005: hoofdaanvaller VC Kuros Zulte
- 2005–2011: assistent-coach Volley Asse-Lennik
- 2011–2013: assistent coach Volley Menen
- 2013–2022: coach Lindemans Aalst
- ?–2015: coach VC Zuun